# Texto estruturado
Texto estruturado (structured text, em inglês) é uma linguagem de programação para CLP’s definida pela PLCOpen na norma IEC61131-3. Por ser uma linguagem textual e de alto nível, possibilita a solução de problemas mais complexos, usando comandos básicos da programação como laços de repetição e condicionais.
Esta linguagem de programação é geralmente usada para blocos de função, que são usados em outros programas com outras linguagens como Ladder ou diagrama de blocos. A grande parte dos programas para CLP’s podem ser feitos em linguagens gráficas sem muitas dificuldades porém programas maiores e mais complexos exigem uma linguagem como Texto Estruturado. Uma aspecto positivo é a normatização das linguagens permitir o uso de diferentes linguagens em um único programa oferecendo maior chance de simplificação do problema. xia xia

## Sintaxe[1]
De forma geral a linguagem de texto estruturado é muito parecida com o PASCAL e o BASIc. Assim como PASCAL e o BASIc, ela também não é case sensitive, o que significa que letras maiúsculas não são diferenciadas de letras minúsculas. Os programas começam com comando PROGRAM e terminam com END_PROGRAM, a maioria dos comandos são finalizados com  ponto e virgula( ;).

### Comentários
Comentários são partes do programa que não são executadas, que são usadas para organizar e explicar o código. Para fazer comentários é usado as barras duplas ‘//’ , para uma linha, ou ‘/**/’ para parágrafos
```
 
//
 
Comentário

<
comando
>
;
 
/*
Comentário
*/

<
comando
>
;
 
(
*
 
Comentário
 
*
)

/*
Comentário

      
…

  
Fim
 
do
 
Comentário
*/

```

### Variáveis
Variáveis são espaços de memória, associados a identificadores ou nomes, cuja função é armazenar e representar valores. As variáveis devem ser declaradas entre os termos VAR e END_VAR. Caso sejam declaradas variáveis em um bloco de função, deve-se declarar as variáveis de entrada entre os termos VAR_INPUT e END_VAR, de modo análogo, as variáveis de saída entre os termos VAR_OUTPUT e END_VAR. A declaração deve seguir o padrão: “<nome da variável> : <tipo>;”. Pode-se fazer a inicialização juntamente com a declaração, utilizando a sintaxe: “<nome da variável> : <tipo> := <valor>;”
Exemplo  de declaração  de variáveis
```
VAR

BOTAO:
 
BOOL
 
:=
 
TRUE
;

TEMPERATURA_MOTOR
 
:
 
REAL
 
:=
 
46.7
;

SENTIDO:
  
STRING
(
7
)
 
:=
 
‘
Horário
’
;

SENSOR_VELOCIDADE
 
:
 
INT
 
:
 
=
 
10
;

END_VAR

```

#### Tipo de Variáveis

##### Inteiros
| IEC Data Type | Format                 | Range          |
| SINT          | Short Integer          | -128 … 127     |
| INT           | Integer                | -32768 … 32767 |
| DINT          | Double Integer         | -2^31 … 2^31-1 |
| LINT          | Long Integer           | -2^63 … 2^63-1 |
| USINT         | Unsigned Short Integer | 0 … 255        |
| UINT          | Unsigned Integer       | 0 … 2^16-1     |
| UDINT         | Long Double Integer    | 0 … 2^32-1     |
| ULINT         | Unsigned Long Integer  | 0 … 2^64-1     |

##### Ponto flutuante
| IEC Data | Type Format       | Range    |
| REAL     | Real Numbers      | ±10^±38  |
| LREAL    | Long Real Numbers | ±10^±308 |

##### Tempo
| IEC Data Type | Format                          | Range                                                          |
| TIME          | Duration of time after an event | T#10d4h38m57s12ms TIME#10d4h38m                                |
| DATE          | Calendar date                   | D#1989-05-22 DATE#1989-05-22                                   |
| TIME_OF_DAY   | Time of day                     | TOD#14:32:07 TIME_OF_DAY#14:32:07.77                           |
| DATE_AND_TIME | Date and time of day            | DT#1989-06-15-13:56:14.77 DATE_AND_TIME#1989-06-15-13:56:14.77 |

##### Strings
| IEC Data Type | Format           | Range       |
| STRING        | Character String | ‘My string’ |

##### Bit strings
| IEC Data Type | Format      | Range   |
| BOOL          | Boolean     | 1 bit   |
| BYTE          | Byte        | 8 bits  |
| WORD          | Word        | 16 bits |
| DWORD         | Double Word | 32 bits |
| LWORD         | Long Word   | 64 bits |

##### Vetores
São um tipo estrutura que armazena várias variáveis de mesmo tipo, são declaradas  através da estrutura:
“<nome do vetor> : ARRAY [<ll1>...<ul1>,<ll2>...<ul2> ] OF <tipo dos elementos>:=[<A1> , <A2> …. ,<An>];”. Por exemplo;
```
vetor
 
:
 
ARRAY
[
1
.
.5
]
 
OF
 
INT
 
:=
 
[
 
117
,
 
2
 
,
5
 
,
40
 
,
7
];

vetor_bool
 
:
 
ARRAY
 
[
1
.
.3
]
 
OF
 
BOOL
 
:=
 
[
TRUE
,
 
FALSE
,
 
FALSE
];

```

Os vetores só podem ser atribuídos com a estrutura “:= [<A1> , <A2> …. ,<An>];”(como no exemplo acima) somente na primeira vez , nas outras ele deve ser atribuído elemento a elemento com a estrutura: “ <nome do vetor>[<posição>]:=<variável ou valor>;” acessado com a estrutura
```
  
“
<
variável
>:=<
nome
 
do
 
vetor
>
[
<
posição
>
];
”

```

##### Structs
São uma estrutura que armazena variáveis de diferentes tipos. São declaradas usando o modelo
```
TYPE
 
<
Nome
>

STRUCT

<
variavel
 
1
>

<
variavel
 
2
>

…

<
variável
 
N
>

END_STRUCT

END_TYPE

```

#### Operadores
Os operadores servem para manipular os diferentes tipos de dados. A existência de operadores faz com que o texto estruturado seja mais fácil de programar comandos mais complexos, se forem comparadas com as outras linguagens de CLP’s.
| Operação                     | Símbolo     | Precedência |
| Expressão parentizada        | (expressão) | Alta        |
| Executa a função             | Função(...) |             |
| Negação Complemento booleano | - NOT       |             |
| Exponenciação                | **          |             |
| Multiplicação Divisão Módulo | * / MOD     |             |
| Soma Subtração               | + -         |             |
| Comparação                   | <,>, <=, >= |             |
| Igualdade Desigualdade       | = <>        |             |
| E booleano                   | AND, &      |             |
| OU exclusivo booleano        | XOR         |             |
| OU booleano                  | OR          | Baixa       |

##### Atribuição
Para fazer atribuições às variáveis é necessário o uso da sintaxe ‘:=’ , onde a variável a esquerda recebe o valor a direita do símbolo
<Variavel que recebe> := <variavel, valor ou operação>;

#### Condicionais
Estas estruturas são úteis para realização de testes ou decisões. Caso alguma expressão booleana seja verdadeira ele executa uma ação, caso contrário o programa continua. As expressões mais comuns são o IF...THEN; ELSE e ELSIF. Existem algumas variações do IF...THEN que podem ser observadas abaixo.

##### IF … THEN
```
IF
 
<
expressão
 
booleana
>
 
THEN

        
<
comandos
>
;
/*
Executa
 
caso
 
a
 
expressão
 
booleana
 
for
 
verdadeira
*/

    
END_IF
;

```

##### IF...THEN...ELSE
```
    
IF
 
<
expressão
 
booleana
>
 
THEN

        
<
comandos
>
;
/*
Executa
 
caso
 
a
 
expressão
 
booleana
 
for
 
verdadeira
*/

    
ELSE

        
<
comandos
>
;
/*
 
Executa
 
caso
 
a
 
expressão
 
booleana
 
for
 
falsa
*/

    
END_IF
;

```

##### IF...THEN...ELSIF...ELSE
```
    
IF
 
<
expressão
 
booleana
(
1
)
>
 
THEN

        
<
comandos
>
;
/*
Executa
 
caso
 
a
 
expressão
 
booleana
(
1
)
 
for
 
verdadeira
*/

    
ELSIF
 
<
expressão
 
booleana
(
2
)
>

        
<
comandos
>
;
/*
 
Executa
 
caso
 
a
 
expressão
 
booleana
(
2
)
 
for
 
falsa
*/

    
ELSE

        
<
comandos
>
;
/*
 
Executa
 
caso
 
ambas
 
expressões
 
booleanas
 
forem
 
falsas
*/

    
END_IF
;

```

##### CASE...OF
A estrutura CASE...OF é uma estrutura condicional que utiliza uma expressão numérica ao invés de uma expressão booleana, ela pode ser utilizada com um seletor.
```
    
CASE
 
<
expressão
 
numérica
>
 
OF
 
/*
A
 
expressão
 
numérica
 
pode
 
ser
 
do
 
tipo:
 
SINT
,
 
INT
,
 
DINT
 
ou
 
REAL
*/

        
<
seletor1
>
 
:
 
<
comandos
>
;
/*
 
Executa
 
caso
 
(
expressão
 
numérica
 
=
 
seletor1
)
*/

        
<
seletor2
>
 
:
 
<
comandos
>
;
/*
 
Executa
 
caso
 
(
expressão
 
numérica
 
=
 
seletor2
)
*/

<
seletor3
>
 
:
 
<
comandos
>
;
/*
 
Executa
 
caso
 
(
expressão
 
numérica
 
=
 
seletor3
)
*/

ELSE

    
<
comandos
>
;
/*
 
Executa
 
caso
 
a
 
expressão
 
numérica
 
não
 
coincida
 
com
 
os
 
seletores
*/

END_CASE
;

```

#### Laços de Repetição
Um dos aspectos mais importantes do Texto Estruturado é a possibilidade do uso de laços para repetir linhas de código. Laços de repetição permitem executar uma série de linhas de código várias vezes até se atingir uma condição de parada. Laços de repetição são ferramentas úteis na programação de vários processos e podem ser complicados de se implementar usando a linguagem Ladder ou diagrama de blocos, por exemplo. Caso se deseje abortar a execução do laço de repetição, basta adicionar o comando “EXIT”, que fará com que o laço de repetição seja interrompido imediatamente e a execução do programa continue. Os laços de repetição são comumente usados em conjunto com estruturas condicionais.

##### FOR...DO
O laço FOR é utilizado para se executar o código um certo número de vezes. O aspecto que destaca este laço de repetição dos outros é que sempre há a presença de um contador o qual é usado para se pré determinar o número de vezes que o código será repetido. O valor deste contador pode ser utilizado nas instruções dentro do laço FOR.
```
FOR
 
<
contador
>:=<
valor
 
inicial
>
 
TO
 
<
valor
 
final
>
BY
 
<
incremento
>
 
DO

    
<
comandos
>
;
/*
Executa
 
enquanto
 
o
 
contador
 
não
 
alcançar
 
o
 
valor
 
final
*/

END_FOR
;

```

Caso não seja declarado o valor do incremento, será considerado igual a um.

##### WHILE...DO
O laço WHILE realiza algumas instruções enquanto certa condição, que corresponde a uma expressão booleana, é verdadeira. O laço começa com a checagem da condição, caso ela seja verdadeira o laço é iniciado. Caso seja falsa o programa nem chega a executar as instruções contidas no laço e da continuação ao resto do código. Uma vez dentro do laço, cada vez que a execução dos comandos for concluída a condição de parada é checada novamente. Caso ainda seja verdadeira os comandos serão repetidos. Caso seja falsa o laço é encerrado e se prossegue com a execução do código.
```
WHILE
 
<
expressão
 
booleana
>
 
DO

    
<
comandos
>
;
 
/*
Executa
 
caso
 
a
 
expressão
 
booleana
 
for
 
verdadeira
*/

END_WHILE
;

```

##### REPEAT… UNTIL
Este laço funciona de maneira oposta ao WHILE, as linhas de código a serem repetidas são executadas e então se realiza a checagem da expressão booleana de condição de parada. Caso a expressão seja falsa o código será repetido. Caso a expressão seja verdadeira o laço é encerrado e segue com a execução normal do programa. Sendo assim é garantido que as instruções contidas no laço serão executadas pelo menos uma vez mesmo que a expressão booleana que corresponde a condição de parada seja verdadeira.
```
           
REPEAT

<
comandos
>
;
 
/*
Executa
 
caso
 
seja
 
a
 
primeira
 
iteração
,
 
ou
 
caso
 
a
 
expressão
 
booleana
 
for
 
verdadeira
*/

    
UNTIL
 
<
expressão
 
booleana
>

END_REPEAT
;

```

## Exemplos
Exemplo Inversor: Neste programa deseja-se inverter o texto que está dentro da variável “TEXTO”
```
PROGRAM
 
EXEMPLO_INVERSOR

VAR

    
TEXTO:
 
STRING
(
17
)
 
:=
 
'ODARUTURTSE_OTXET'; (* Texto que será invertido *)

    
TEXTO_INVERTIDO:
 
STRING
(
17
)
 
:=
 
''; (* Variável que receberá o texto invertido*)

    
CONTADOR:
 
INT
;
 
(
*
 
Variável
 
que
 
contará
 
as
 
iteraçãoes
 
realizadas
*
)

END_VAR
;

FOR
 
CONTADOR
 
:=
 
16
 
TO
 
0
 
BY
 
-1
 
DO
 
(
*
  
A
 
variável
 
CONTADOR
 
inicia
 
com
 
o
 
valor
 
16
 
e
 
vai
 
até
 
0
,
 
com
 
um
 
incremento
 
de
 
-1
 
*
)

    
TEXTO_INVERTIDO
[
16
 
-
 
CONTADOR
]
 
:=
 
TEXTO
[
CONTADOR
];
 
(
*
 
A
 
string
 
TEXTO_INVERTIDO
 
recebe
 
os
 
valores
 
da
 
string
 
TEXTO
 
*
)

    
(
*
Na
 
primeira
 
iteração
 
teremos
 
que
 
TEXTO_INVERTIDO
[
16-16
]
 
:=
 
TEXTO
[
16
],
 
ou
 
seja
 
a
 
vairável
 
TEXTO_INVERTIDO
 
recebe
 
o
 
último
 
caractere
 
da
 
variável
 
TEXTO
 
*
)

END_FOR
;

END_PROGRAM
;

```

No próximo exemplo temos um bloco de função para um programa qualquer. Neste bloco temos um condicional que verifica o estado de um sensor e determina a ligação de um alarme, caso o alarme seja acionado ele não permite que o resultado seja verdadeiro, mesmo que a variável ligar seja verdadeira. Se o alarme estiver desligado, ou seja, falso, ele permite que o resultado seja verdadeiro.
```
FUNCTION_BLOCK
 
EXEMPLO_BLOCO

VAR_INPUT

    
LIGAR
 
:
 
BOOL
;

    
SENSOR_PRESSAO
 
:
 
INT
;

END_VAR
;

VAR_OUTPUT

    
RESULTADO
 
:
 
BOOL
;

    
ALARME
 
:
 
BOOL
;

END_VAR
;

IF
 
SENSOR_PRESSAO
 
<
 
50
 
THEN

    
ALARME
 
:=
 
FALSE
;
 
(
*
Executa
 
caso
 
o
 
valor
 
da
 
variável
 
SENSOR_PRESSAO
 
for
 
menor
 
que
 
50
*
)

ELSE

    
ALARME
 
:=
 
TRUE
;
    
(
*
Executa
 
caso
 
a
 
afirmação
 
acima
 
for
 
falsa
*
)

END_IF
;

IF
 
LIGAR
 
AND
 
NOT
 
ALARME
 
THEN

    
RESULTADO
 
:=
 
TRUE
;
 
(
*
Executa
 
caso
 
o
 
valor
 
da
 
variável
 
LIGAR
 
for
 
verdadeiro
 
e
 
o
 
valor
 
da
 
variável
 
ALARME
 
for
 
falso
*
)

ELSE

    
RESULTADO
 
:=
 
FALSE
;(
*
Executa
 
caso
 
a
 
afirmação
 
acima
 
for
 
falsa
*
)

END_IF
;

END_FUNCTION_BLOCK
;

```

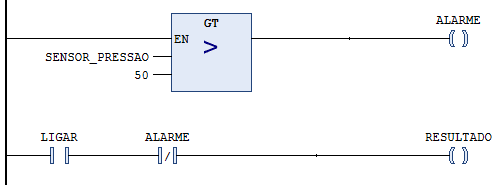
Diagrama em Ladder do exemplo ao lado

Aqui temos o mesmo programa em linguagem Ladder, perceba que uma simples comparação feita em texto estruturado com um IF..THEN, em Ladder precisamos usar um bloco de função.